# Robert Curl
Robert Floyd Curl Jr. (født 23. august 1933, død 3. juli 2022) var en amerikansk kemiker og professor emeritus Pitzer–Schlumberger Professor of Natural Sciences Emeritus og Professor of Chemistry Emeritus på Rice University. Han modtog nobelprisen i kemi for opdagelsen af nanomaterialet buckminsterfulleren sammen med Richard Smalley (også fra fra Rice University) og Harold Kroto fra University of Sussex.